# Independența (Galați)
Independența es una comuna ubicada en el distrito de Galați, Rumania.

## Superficie
Posee una superficie de 68,25 kilómetros cuadrados.

## Demografía
Hasta 2021 la población era de 4371 habitantes, con una densidad de población de 64,04 habitantes por kilómetro cuadrado.